# Eosipterus
 Eosipterus  ist eine Gattung von Kurzschwanzflugsauriern (Pterodactyloidea) aus der Unterkreide Chinas. Dieser Flugsaurier wurde 1997 mit der einzigen Art Eosipterus yangi erstmals wissenschaftlich beschrieben, basierend auf einem fragmentarischen, schädellosen Skelett aus der Yixian-Formation (Jehol-Gruppe) im westlichen Liaoning. Es handelte sich um das erste in dieser Region entdeckte Fossil eines Flugsauriers. Ein weiteres, vollständigeres, aber ebenso schädelloses Skelett konnte 2006 beschrieben werden.
Der Name Eosipterus bedeutet so viel wie „Flügel der Morgenröte“ (gr. eos – „Morgenröte“, „früh und östlich“; pteryx – „Flügel“) und soll auf den Fundort dieses Flugsauriers im östlichen China hinweisen.

## Merkmale
Eosipterus war ein kleiner Kurzschwanzflugsaurier mit einer Flügelspannweite von weniger als 1,25 Metern. Die Elle (Ulna) war etwa gleich lang wie das Schienbein (Tibia) und der zweite, den Flügel bildende Finger. Der Oberarmknochen (Humerus) ist etwas länger als das Schienbein.

## Systematik
Ji und Ji (1997) klassifizierten Eosipterus als nicht weiter zuzuordnenden Vertreter der Kurzschwanzflugsaurier (Pterodactyloidea). Eine phylogenetische Analyse von Lü und Kollegen (2006) kommt derweil zu dem Ergebnis, dass Eosipterus in die Ctenochasmatidae einzuordnen ist, eine Gruppe innerhalb der Kurzschwanzflugsaurier.

## Funde
Das Holotyp-Exemplar (Exemplarnummer GMV2117) ist ein unvollständiges Skelett ohne Schädel und Halswirbel, das in Beipiao entdeckt wurde. Das zweite Skelett (Exemplarnummer D2514) ist bis auf den Schädel vollständig und wurde nahe dem Ort Sihetun entdeckt. Beide Skelette stammen aus der Unteren Yixian-Formation.